# Seznam hradů v Olomouckém kraji
Seznam hradů nacházejících se v Olomouckém kraji, seřazených podle abecedy:

## A
- Adolfovice

## B
- Bludov
- Bouzov
- Brníčko

## Č
- Čertův hrádek u Okluk

## D
- Drahotuš

## E
- Edelštejn

## F
- Frankštát
- Frýdberk

## H
- Helfštýn
- Hluboký
- Hoštejn
- Huzová

## K
- Kaltenštejn
- Koberštejn
- Kojetín
- Kolštejn
- Králova hora

## L
- Leuchtenštejn
- Líšnice

## M
- Mírov

## N
- Náměšť na Hané
- Nový hrad
- Nový Hrádek

## O
- Olomouc
- Otaslavice

## P
- Pleče
- Plumlov
- Potštát
- Pustý zámek

## R
- Rabštejn
- Rybáře
- Rychlebský hrad

## S
- Stražisko
- Svrčov

## Š
- Špránek
- Šternberk
- Šilperk
- Štíty "Na Zámku"

## T
- Tepenec
- Tovačov

## U
- Úsov

## Z
- Zábřeh na Moravě